# Данилов, Фёдор Александрович
Фёдор Алекса́ндрович Дани́лов (26 октября 1907, Васильевско-Шайтанский завод, Пермская губерния — 19 декабря 1984, Первоуральск, Свердловская область, СССР) — советский хозяйственный деятель, директор ПНТЗ (1954—1984). Герой Социалистического Труда.

## Биография
Родился 13 (26) октября 1907 года в Васильевско-Шайтанском посёлке (ныне Первоуральск, Свердловская область). 
Член ВКП(б) с 1926 года. В 1934 году по окончании УПИ работал в разных должностях на ПНТЗ. Делегат XXII—XXIII съездов КПСС.
Умер 19 декабря 1984 года в Первоуральске. Похоронен на городском кладбище.

## Награды и премии
- Памятник Фёдору Данилову перед центральной проходной и заводоуправлением новотрубного заводаЗаслуженный металлург РСФСР (1977)

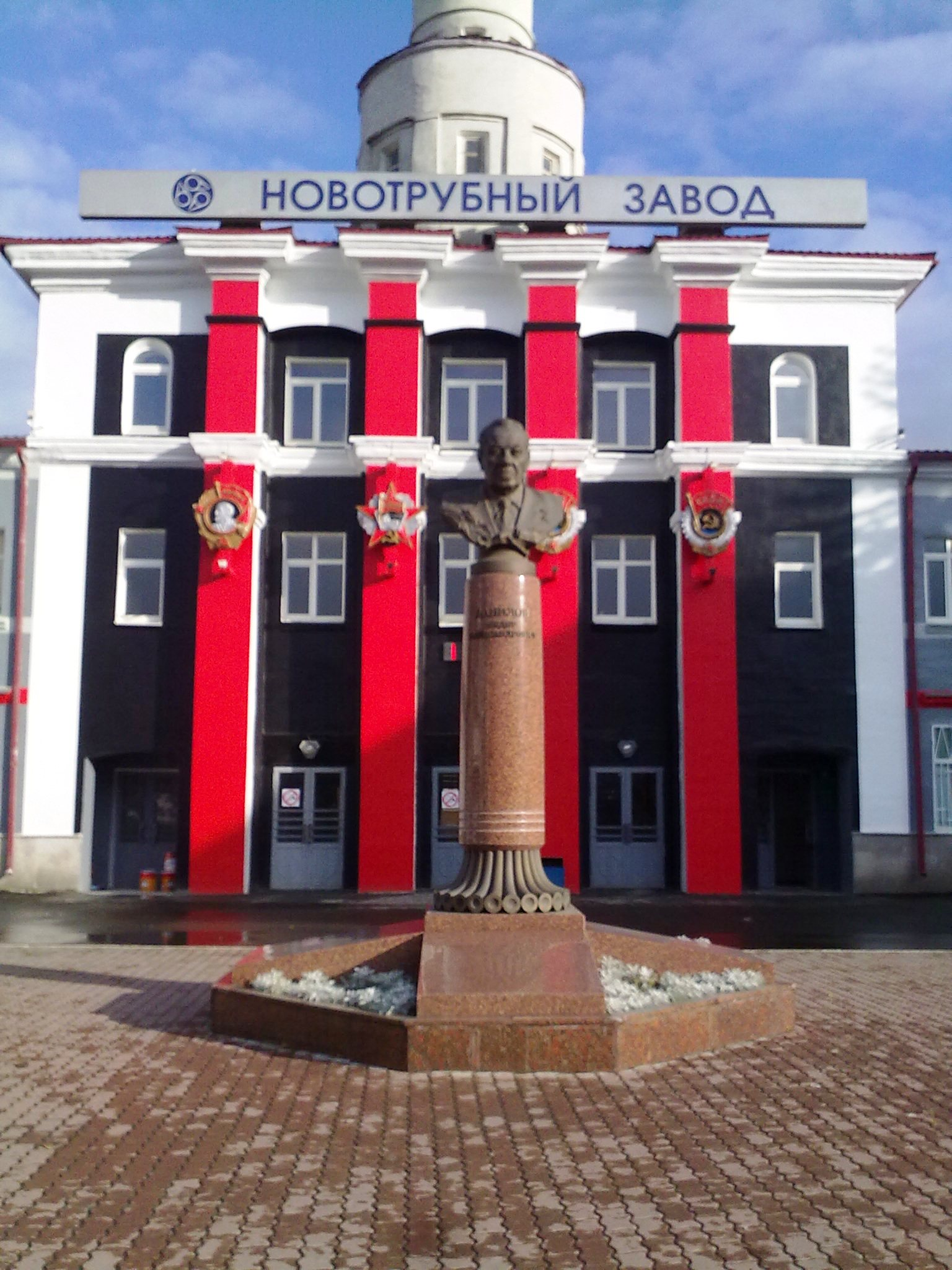
Памятник Фёдору Данилову перед центральной проходной и заводоуправлением новотрубного завода

- Герой Социалистического Труда (1958)
- Сталинская премия первой степени (1943) — за коренное усовершенствование технологии производства миномётных труб и деталей боеприпасов (Премия была передана коллективом в Фонд обороны)
- Сталинская премия третьей степени (1951) — за освоение производства труб из нержавеющей стали
- Ленинская премия (1961)
- Государственная премия СССР (1972) — за создание и широкое внедрение новых технологических процессов и станов винтовой прокатки для производства горячекатаных труб
- три ордена Ленина (24.2.1954; 19.7.1958; 22.3.1966)
- орден Октябрьской революции (30.3.1971)
- два ордена Трудового Красного Знамени (5.5.1949; 19.2.1974)
- орден Красной Звезды (10.4.1943)
- орден Дружбы народов (1981)
- орден «Знак Почета» (23.1.1942)
- Почётный гражданин Первоуральска

## Память
- В честь Ф. А. Данилова названа одна из улиц Первоуральска.
- В 2001 году в Первоуральске заложен сквер, получивший имя Фёдора Данилова.
- 29 мая 2004 года, в честь 70-летнего юбилея ПНТЗ на площади перед центральной проходной и заводоуправлением был торжественно открыт памятник Ф. А. Данилову[1].
- К 100-летию со дня рождения на въезде в Первоуральск был открыт питьевой родник имени Фёдора Данилова[2].